# Busti del Pincio

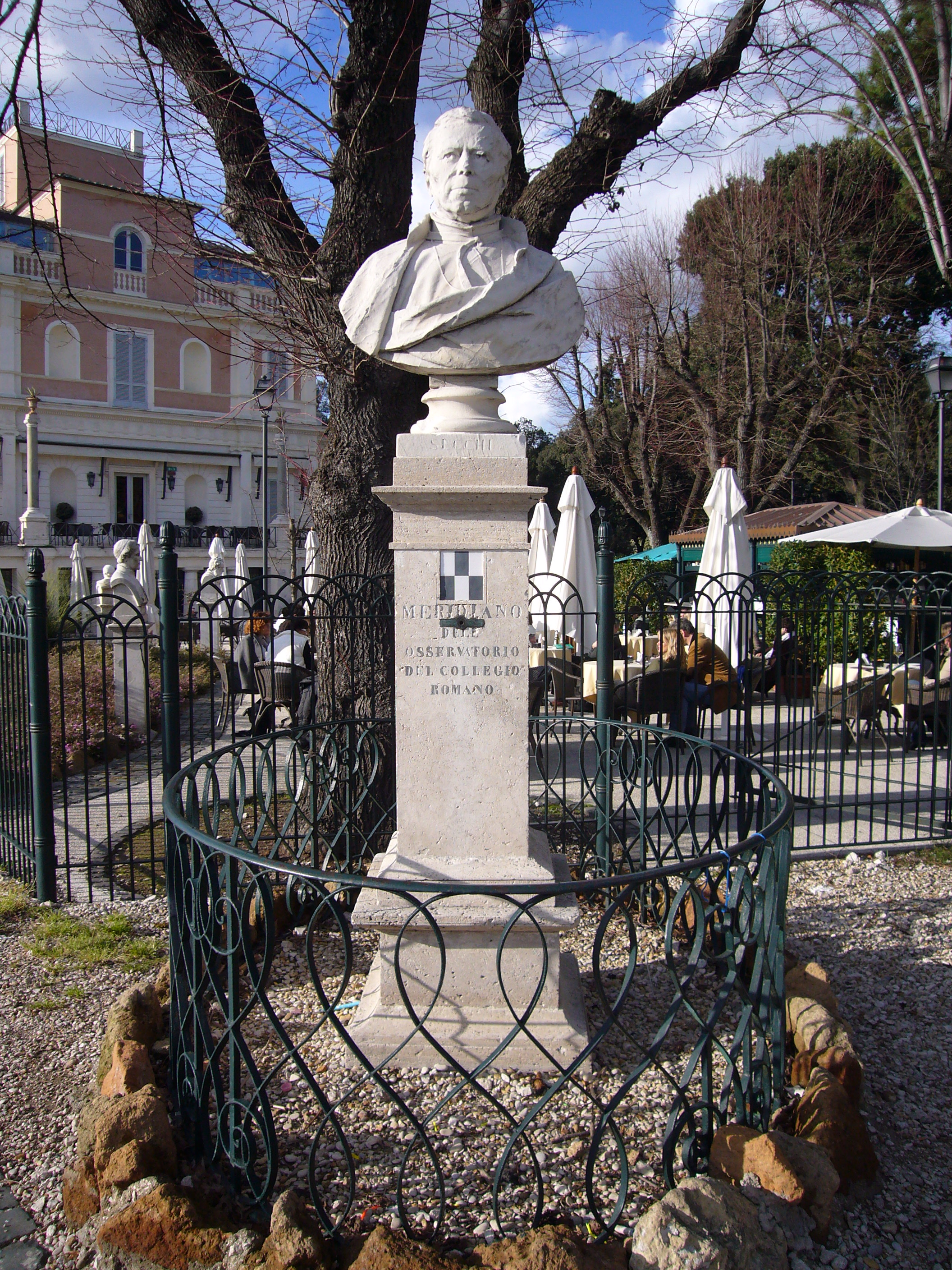
Busto di Angelo Secchi, uno dei tanti busti del Pincio

I busti del Pincio sono disposti lungo i viali del colle stesso. Si tratta di 229 busti che effigiano delle personalità celebri della storia italiana; inizialmente erano solamente una decorazione abituale, ma in seguito divennero dei piccoli monumenti in onore di personaggi famosi tra cui artisti, letterati e scienziati, sono caratterizzati secondo una moda europea che si sviluppa specialmente in Italia. La scelta dei personaggi è dovuta a uno scopo decorativo, pedagogico e celebrativo, ma allo stesso tempo connessa al periodo storico del periodo di realizzazione e quindi di divulgare dei valori patriottico risorgimentali tramite dei modelli di esempio.

## Storia
L'idea di collocare busti di personaggi meritevoli nei viali del Pincio risale al periodo della Repubblica Romana, il 28 maggio 1849 il Triumvirato stanziò infatti un fondo di 10.000 lire per la creazione di alcuni busti in marmo di personaggi famosi della storia d'Italia.
Ne vennero scolpiti 52, che finirono tuttavia nei magazzini comunali per essere rispolverati solo nel 1851, quando Pio IX, impegnatosi in una serie di lavori di rinnovamento urbanistico istituì (2 giugno 1851) una commissione per la collocazione di questi busti. 
Vennero scelti come siti di locazione adatti il Pincio e la Casina Valadier.
Alcuni busti furono scartati in quanto considerati contrari al potere temporale del pontefice e nel 1857 il conte Luigi Antonelli decise che questi ultimi avrebbero dovuto essere cambiati in "aspetto e denominazione". Girolamo Savonarola, Gaio Sempronio Gracco, Pietro Colletta, Giacomo Leopardi, Niccolò Machiavelli, Giovanni delle Bande Nere e Vittorio Alfieri diventarono quindi, rispettivamente, Guido d'Arezzo, Vitruvio, Plinio il Vecchio, Zeusi, Archimede, Lorenzo il Magnifico e Vincenzo Monti. Vennero invece completamente scartati Arnaldo da Brescia, Giovanni da Procida e Napoleone Bonaparte.
Nel 1870 il comune di Roma divenne l'unico responsabile dei busti. Dal 1883 si decise che dovevano essere ritratti solamente personaggi morti almeno da 25 anni.

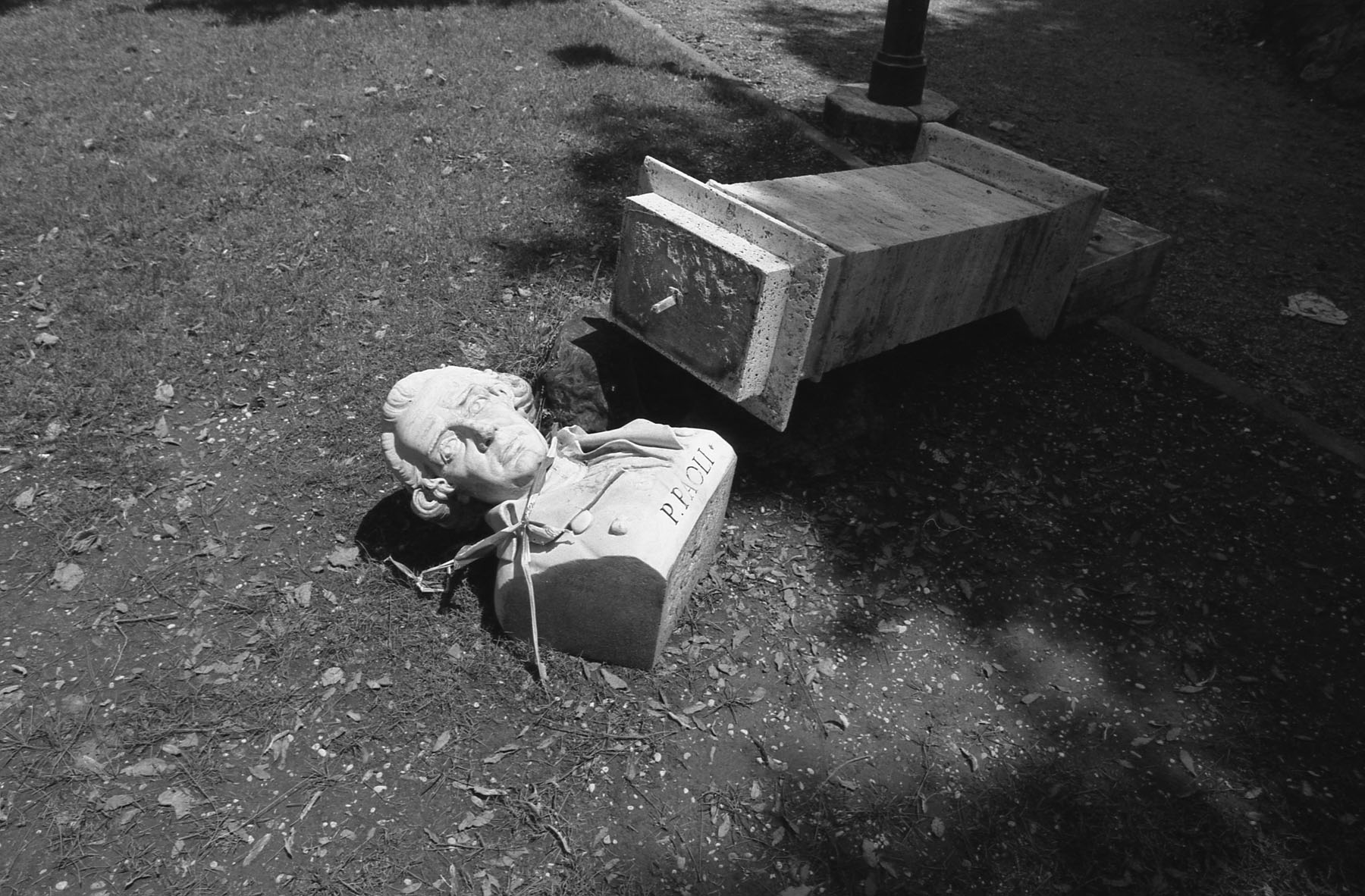
Busti al Pincio abbattuti dai vandali Roma 1984

Il numero dei busti aumentò comunque nel tempo e alla fine degli anni sessanta i busti erano 228, al 1º gennaio 2012 erano 229. I busti sono periodicamente afflitti da atti di vandalismo che ne attaccano preferibilmente i nasi, arrivando, in alcuni casi alla decapitazione completa. Gli atti vandalici, tra cui le scritte da parte di ignoti, sono stati appurati fin dal lontano 1863 e, nonostante i busti siano in massima parte copie, costituiscono un danno economico abbastanza importante.
Le donne ritenute meritevoli di un busto sono solo tre: Vittoria Colonna, santa Caterina da Siena e Grazia Deledda.
Uno dei busti del Pincio ha una storia particolare: nel 1860 fu collocata al Pincio, vicino alla Casina Valadier, la "mira" dell'osservatorio astronomico del Collegio Romano per la determinazione del meridiano di Roma, su richiesta del suo direttore, l'astronomo gesuita Angelo Secchi. Era, in origine, una semplice scacchiera di legno poi ricostruita in marmo ed incastonata in una colonna con un foro che permetteva di illuminarla di notte. Nel 1878, alla morte del Secchi, il suo busto venne piazzato sulla colonna e circondato da un piccolo giardino. Danneggiato nel 1960, fu ripristinato nel 2001 e fornisce ancora oggi la mira (anche se non serve più).
La disposizione dei busti lungo i viali è del tutto casuale e non segue un filo logico, eccezion fatta per un gruppo di erme realizzate nel 1918 in onore dei caduti nella prima guerra mondiale e disposti lungo la piazza dei Martiri.

## Lista dei busti principali
I busti del Pincio sono, tra quelli degni di nota:
| Personaggio raffigurato nel busto | Anno di realizzazione | Scultore realizzatore del busto                                    |
| --------------------------------- | --------------------- | ------------------------------------------------------------------ |
| Leon Battista Alberti             | 1849                  | Giacomo Cerulli                                                    |
| Giacinto Albini                   | 1923                  | Vito Pardo                                                         |
| Vittorio Alfieri                  | 1947                  | Carmine Tripodi                                                    |
| Archimede di Siracusa             | 1860                  | Gaetano Sarocchi                                                   |
| Ludovico Ariosto                  | 1849-51               | Cesare Benaglia                                                    |
| Cesare Balbo                      | 1871                  | Arnaldo Casetti                                                    |
| Cesare Beccaria                   | 1917                  | Ercole Dante                                                       |
| Vincenzo Bellini                  | 1947-48               | Nino Giordano                                                      |
| Giuseppe Gioacchino Belli         | 1889                  | Antonio Spelta                                                     |
| Giovanni Boccaccio                | 1849                  | Raffaele Monti                                                     |
| Gian Lorenzo Bernini              | 1871                  | Giovanni Bertoli o Augusto Viola                                   |
| Donato Bramante                   | 1849                  | Ascanio Perucchini                                                 |
| Filippo Brunelleschi              | 1849-51               |                                                                    |
| Giordano Bruno                    | 1871                  | Teodoro Forlivesi e Augusto Senepa                                 |
| Antonio Canova                    | 1871                  | Luigi Bellica                                                      |
| Federico Cesi                     | 1849                  | Luigi Meneghini                                                    |
| Gaio Giulio Cesare                | 1849                  | Giovanni Battista Raggi                                            |
| Damiano Chiesa                    | 1926                  | Pietro Menghini                                                    |
| Cola di Rienzo                    | 1871                  | Girolamo Masini                                                    |
| Cristoforo Colombo                | 1849-51               |                                                                    |
| Dante Alighieri                   | 1849-50               | Gioacchino Doppieri                                                |
| Antonio Allegri detto Correggio   | 1850                  | Camillo Pistrucci                                                  |
| Ugo Foscolo                       | 1872                  | Ettore Ferrari                                                     |
| Giotto                            | 1849-51               |                                                                    |
| Carlo Goldoni                     | 1849-50               | Giovanni Cicala                                                    |
| Salvatore Greco dei Chiaramonte   |                       |                                                                    |
| Leonardo da Vinci                 | 1850                  | Carlo Salvatori                                                    |
| Giacomo Leopardi                  | 1872                  | Ugolino Panichi                                                    |
| Francesco Lomonaco                | 1911                  | Vito Pardo                                                         |
| Niccolò Machiavelli               | 1871                  | Gaetano Sarocchi e Scipione Sarocchi                               |
| Alessandro Manzoni                | 1873                  | Giacomo Cerulli                                                    |
| Masaccio                          | 1889                  | Emilio Aschieri                                                    |
| Masaniello                        | 1871                  | Emilio Dies                                                        |
| Mastro Giorgio Andreoli           |                       | Achille Zauli                                                      |
| Napoleone Bonaparte               | 1849                  | C. Formilli                                                        |
| Guglielmo Oberdan                 | 1918                  | Giuseppe Guastalla                                                 |
| Quinto Orazio Flacco              | 1860                  | Gaetano Sarocchi                                                   |
| Mario Pagano                      | 1908                  | Giuseppe Guastalla                                                 |
| Pasquale Paoli                    | 1888                  | C. Rivi                                                            |
| Giuseppe Parini                   | 1871                  | Enrico Sarocchi e Raffaele Fusi o Augusto Sarocchi e Raffaele Fusi |
| Silvio Pellico                    | 1871                  | Giuseppe Salvi e Cesare Sannucci                                   |
| Luigi Poletti                     |                       |                                                                    |
| Marco Polo                        | 1850                  | Adriano Spanelli                                                   |
| Pitagora                          | 1849                  | Giuseppe Lucchetti Rossi                                           |
| Giacomo Puccini                   | 1939                  | Omero Taddeini                                                     |
| Raffaello Sanzio                  | 1849-52               | Francesco Gianfredi                                                |
| Salvator Rosa                     | 1849-51               |                                                                    |
| Gioachino Rossini                 | 1871                  |                                                                    |
| Santa Caterina da Siena           | 1927                  | Arturo Viligiardi                                                  |
| San Tommaso d'Aquino              | 1850                  | Giuseppe Guidi                                                     |
| Nazario Sauro                     | 1917-18               | Giovanni Mayer                                                     |
| Publio Cornelio Scipione Africano | 1949-51               |                                                                    |
| Torquato Tasso                    | 1849-52               | Filippo Gnaccarini                                                 |
| Tiziano Vecellio                  | 1850                  | Domenico Salpini                                                   |
| Giuseppe Valadier                 | 1873                  | Luigi Maioli                                                       |
| Giovambattista Vico               | 1849                  | Giovanni Strazza                                                   |
| Alessandro Volta                  | 1849                  | Antonio Rossetti                                                   |
| Marcantonio Colonna               | 1849-50               | Giuseppe Setaccioli                                                |
| Enrico Dandolo                    | 1849                  | Fabio Provinciali                                                  |
| Massimo d'Azeglio                 | 1871 o 1890           | Tommaso Saraceni                                                   |
| Grazia Deledda                    | 1947                  | Amelia Camboni                                                     |
| Francesco De Marchi               | 1849-50               | Emanuele Trotti                                                    |
| Francesco de Sanctis              | 1922                  | Angelo Cives                                                       |
| Andrea Doria                      | 1849-50               | Antonio della Bitta                                                |
| Gaetano Donizetti                 | 1871                  | Giuseppe Bertini                                                   |
| Emanuele Filiberto di Savoia      | 1871-1872             | Antonio Spelta                                                     |
| Fabio Filzi                       | 1926                  | Publio Morbiducci                                                  |
| Vincenzo Gioberti                 | 1871                  | Innocenzo Orlandi                                                  |
| Giovanni de' Medici               | 1849-51               | Filippo Ferrari                                                    |
| Guido d'Arezzo                    | 1860                  | Achille Stocchi                                                    |
| Alfonso La Marmora                | 1878                  | Napoleone Cocchinia                                                |
| Lorenzo de' Medici                | 1860                  | Angelo Conti                                                       |
| Scipione Maffei                   | 1859-60               | Paolo Palombi                                                      |
| Pietro Metastasio                 | 1850                  | Tito Tadolini                                                      |
| Michelangelo Buonarroti           | 1849-52               | Filippo Gnaccarini                                                 |
| Antonio Nibby                     | 1889                  | Giovan Battista Noto Millefiori                                    |
| Pier Luigi da Palestrina          | 1860                  | Gaetano Sarocchi                                                   |
| Andrea Palladio                   | 1849-50               |                                                                    |
| Guglielmo Pepe                    | 1936                  | Francesco Parisi                                                   |
| Baldassarre Peruzzi               | 1889                  | Cesare Sannuzzi                                                    |
| Pico della Mirandola              | 1871                  | Achille della Bitta                                                |
| Sidney Sonnino                    | 1970                  | Riccardo Di Miceli                                                 |
| Publio Cornelio Tacito            | 1849                  | Luigi Valentini                                                    |
| Niccolò Tommaseo                  | 1875                  | Ottaviano Ottaviani                                                |
| Paolo Veronese                    | 1901-02               | Luigi Casadio                                                      |
| Angelo Secchi                     | 1879                  | Giuseppe Prinzi                                                    |
| Carlo Cattaneo                    | 1911                  | Amleto Cataldi                                                     |
| Vittorio Emanuele Orlando         | 1959                  | Pasquale Platania                                                  |
| Ennio Quirino Visconti            |                       |                                                                    |

## Collegamenti
|  | È raggiungibile dalla stazione Piazzale Flaminio. |

Tram
| È raggiungibile dalla fermata Flaminio | del tram 2 |

| È raggiungibile dalla fermata Flaminio | del tram 19 |